# Bulaq
Bulaq (también escrito Boulaq, Bulak y Beaulac; árabe: بولاق / ALA-LC: Būlāq) es un distrito de la gobernación de El Cairo, Egipto. En julio de 2017 tenía una población estimada de 48 301 habitantes.[cita requerida] Se encuentra ubicado en el centro-norte del país, cerca de la ribera oriental del río Nilo. 

## Historia
Bulaq es un distrito indígena densamente poblado, lleno de talleres a pequeña escala de industrias como la antigua imprenta, metalurgia y talleres mecánicos, que fundamentaron las primeras etapas de la construcción de El Cairo. Está poblado por una clase obrera mixta de todas partes de Egipto, que emigraron a la ciudad durante el siglo XIX para trabajar en los proyectos de Muhammad ’Ali. Al norte del distrito se encuentra la mayor parte de las plantas industriales más nuevas de la ciudad. La historia de Bulaq se remonta a la regla de los mamelucos del siglo XIV cuando el sitio era el puerto principal de El Cairo, lleno de varias wikalas, mezquitas y casas para comerciantes cerca del puerto.

## Historia moderna
El Museo de Antigüedades Egipcias se estableció en Bulaq en 1858 en un antiguo almacén, después de la fundación del Departamento de Antigüedades bajo la dirección de Auguste Mariette. El edificio estaba en la orilla del río Nilo, y en 1878 sufrió daños significativos en una inundación. En 1892, las colecciones se trasladaron a un antiguo palacio real, en el distrito de Giza de El Cairo. Permanecieron allí hasta 1902, cuando fueron trasladados, por última vez, al museo actual en la Plaza Tahrir. La ubicación anterior del Museo está indicada por la existencia continua de una 'Calle Maspero', llamada así por el segundo jefe del Departamento de Antigüedades.
Siguiendo la construcción de la Cornisa del Nilo, con una carretera que bordea el río Nilo, el área de Bulaq dejó de ser un puerto; ahora es la sede de varias organizaciones, como el Ministerio de Asuntos Exteriores, el Edificio de Radio y Televisión, el Cine Ali Baba (en ruinas), y el periódico Al-Ahram.

## Educación
Escuelas en Bulaq:
- Escuela italiana internacional "Leonardo da Vinci"[4]
- Escuela armenia de Kalousdianela